# Woke on a Whaleheart
Woke on a Whaleheart è un album discografico pubblicato dal cantautore Bill Callahan nel 2007. Si tratta del primo album pubblicato con questo nome dopo l'esperienza come Smog.

## Tracce
1. From the Rivers to the Ocean – 6:35
2. Footprints – 2:47
3. Diamond Dancer – 4:00
4. Sycamore – 5:35
5. The Wheel – 4:03
6. Honeymoon Child – 4:40
7. Day – 4:32
8. Night – 3:04
9. A Man Needs a Woman or a Man to Be a Man – 5:13